# Amarillos por Chile
Amarillos por Chile, cuyo nombre oficial es Movimiento Amarillos por Chile, es un partido político chileno, fundado el 18 de febrero de 2022 por Cristián Warnken. Es considerado de centroderecha, centro y centroizquierda. Reúne a personas del mundo político, académico y civil, entre ellos exmilitantes de los partidos Demócrata Cristiano, por la Democracia y Radical.

## Historia

### Nacimiento como movimiento político

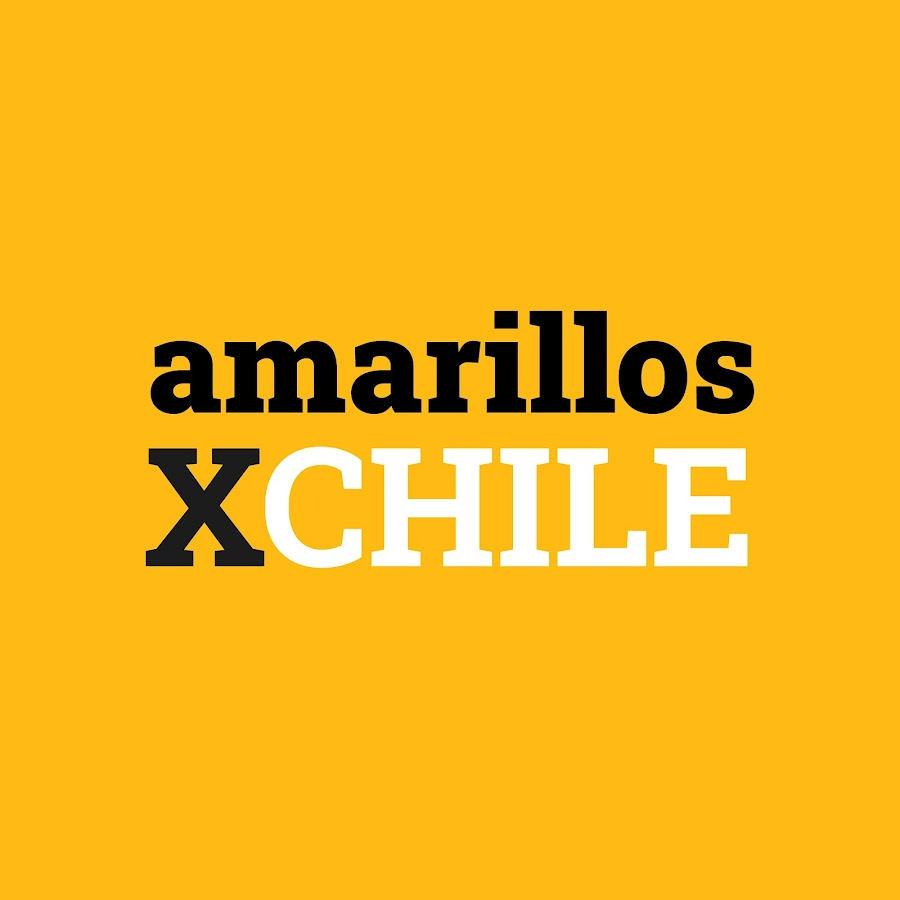
Primer logotipo de Amarillos por Chile.

Surgió a partir de columnas y cartas que escribió Warnken en la radioemisora Pauta FM y en el diario El Mercurio. Una se llamaba «Carta amarilla a mis hijos», fue publicada el 27 de noviembre de 2021, y en ella habla de un episodio que vivió en Isla Negra, cuando un grupo de jóvenes le gritó «amarillo» y «facho». Tomó el concepto «amarillo» de los años 1970, cuando se usaba para descalificar a los reformistas. El término había sido actualizado antes por Patricio Fernández, quien publicó una columna en el quincenario The Clinic, el 26 de julio de 2018. Warnken publicó la columna Carta a todas las bases amarillas del país en Pauta el 5 de febrero de 2022, la que detonó en la fundación del movimiento. En la carta se criticaba a la Convención Constitucional por sus, a palabras de Warnken, propuestas «refundacionales» y maximalistas; a pesar de dicha crítica ni el movimiento ni el propio Warnken presentaron posteriormente iniciativas y propuestas a la Convención. En un principio el movimiento empezó a articularse y moldearse a través de un grupo de la red de mensajería WhatsApp. De igual forma, se estableció a Warnken como vocero del movimiento.
En febrero de 2022 el líder y fundador del colectivo, Cristián Warnken, se refirió al texto que sería emanado por Convención Constitucional. En la ocasión dijo «Si es una Constitución amarilla vamos a aprobarla», sin embargo, a su juicio, estaba lejos de serlo. El 25 de junio de 2022,  Cristián Warnken, llamó públicamente en su calidad de vocero a votar por la opción «Rechazo» para el plebiscito constitucional de Chile de 2022, llegando a hacer campaña por dicha opción y teniendo un espacio en la franja televisiva.
Dentro de sus filas se encuentra Mariana Aylwin, ex demócrata cristiana, quien se desencantó de la Nueva Mayoría. En enero de 2023 se suma el exministro de salud bajo los gobiernos de Sebastián Piñera, Jaime Mañalich.

### Transformación en partido político
El 23 de septiembre de 2022 fue presentado el manifiesto fundacional de Amarillos por Chile como partido político, junto con presentar su directiva provisional, esto a pesar de que inicialmente declinaron sus intenciones de transformarse en un partido propiamente tal esto al declarar sus intenciones de "mantenerse como un movimiento de estructura liviana". Ese mismo día se presentaron los primeros 100 militantes, quienes principalmente eran exmilitantes y expolíticos del Partido por la Democracia y el Partido Demócrata Cristiano. El 21 de octubre de 2022 el Servicio Electoral (Servel) declaró a la colectividad como "en formación". El 22 de abril de 2023 el movimiento logró reunir las firmas necesarias para constituirse como partido político. Esto tras cumplir el requisito exigido en la normativa vigente para hacerlo en tres regiones contiguas (La Araucanía, Los Ríos y Los Lagos), siendo acogida su inscripción el 29 de junio de 2023; dejando de ser un partido político en formación, y convirtiéndose oficialmente en un partido político.

### Apoyos políticos
En junio de 2025, el partido apoyó a la candidata presidencial de derecha Evelyn Matthei (UDI), lo que generó un quiebre en la colectividad con la renuncia de algunos de sus miembros fundadores, los exdemocristianos Jorge Burgos, Soledad Alvear y Gutenberg Martínez.

## Ideología
Al momento de su fundación el partido se declaró heredero de la Concertación de Partidos por la Democracia —coalición de centro y centroizquierda que gobernó el país entre 1990 y 2013— con la idea de reconstruir un "centro progresista". No obstante lo anterior, ha sido descrito por sus críticos como de tendencia conservadora, neoliberal y de derecha política. También se lo ha definido como liberal, o "laguista" (por su cercanía con la figura del expresidente Ricardo Lagos.

## Estructura

### Directiva actual
La directiva central del partido se encuentra integrada por:
- Presidente: Andrés Jouannet Valderrama
- Secretario General: Ricardo Brodsky Baudet
- Tesorero: Álvaro Briones Ramírez
- Prosecretaria: Bernardita Soto Sepúlveda
- Subsecretario de Regiones: Eduardo Jara Aguirre
- Primer Vicepresidente: Isidro Solís Palma
- Segunda Vicepresidenta: Pilar Peña D'Ardaillon
- Tercer Vicepresidente: Jaime Abedrapo Rojas
- Cuarta Vicepresidenta: Constanza Imperatore Dupré
- Quinta Vicepresidenta: Carolina Echeverría Moya
- Sexta Vicepresidenta: Isabel Rodríguez Soto

De igual forma, presenta un comité político del partido, el cual está integrado por 25 personas.
En diciembre de 2023, Jouannet fue reelecto por otros tres años, con 50 votos de un total de 219 (22.8%).

### Presidentes
| Presidente | Presidente                 | Período                                   |
| ---------- | -------------------------- | ----------------------------------------- |
|            | Cristián Warnken Lihn      | 21 de octubre de 2022-14 de junio de 2023 |
|            | Sergio Micco Aguayo        | 14 de junio de 2023-28 de agosto de 2023  |
|            | Andrés Jouannet Valderrama | 28 de agosto de 2023-En el cargo          |

## Autoridades

### Diputados
Los diputados, incluyendo militantes e independientes dentro de la bancada del partido, para el periodo legislativo 2022-2026 son:
| Nombre                                             | Región       | Distrito |
| -------------------------------------------------- | ------------ | -------- |
| Andrés Jouannet Valderrama (Electo en cupo del PR) | La Araucanía | 23       |

### Consejeros regionales
Amarillos por Chile tiene un consejero regional, quien fue electo como independiente en la lista de Evolución Política en las elecciones nacionales de 2021:
| Nombre                                             | Región       | Distrito  |
| -------------------------------------------------- | ------------ | --------- |
| Ricardo Herrera Floody (Electo en cupo de Evopoli) | La Araucanía | Cautín II |

### Concejales
Amarillos por Chile tiene tres concejales, quienes fueron elegidos por el pacto Unidad Constituyente en las elecciones municipales de 2021:
| Nombre                                              | Comuna     | Región       |
| --------------------------------------------------- | ---------- | ------------ |
| Lorenzo Silva Carimán (Electo en cupo del PR)       | Pitrufquén | La Araucanía |
| Amelia Riquelme Valenzuela (Electa en cupo del PDC) | Pitrufquén | La Araucanía |
| Juan Aceitón Vásquez (Electo en cupo del PR)        | Temuco     | La Araucanía |

## Resultados electorales

### Elecciones municipales
|  | 0,09 % |

|  | 1,21 % |

### Elecciones de consejeros regionales
| Elección | Votos  | % de votos      | Escaños |
| -------- | ------ | --------------- | ------- |
| 2024     | 54 964 | \| \| 0,57 % \| | 0/302   |
|          | 0,57 % |                 |         |